# Стилистика
Стилистика e дисциплина в лингвистиката, занимаваща се с изучаването на характеристиките и способите на писмения и говоримия език, като например реторични фигури и синтактични модели, специфични за различни групи, контексти, и по-специално – литературните жанрове. Названието стил води своето начало от старогръцката дума в римски облик стилус, с която са означавали един вид пръчица за писане върху навосъчени плочки. Обект на стилистиката са не само езиковите стилове, обект на стилистиката е цялата езикова практика, тъй като стилистиката има отношение към всеки израз, независимо дали той се среща рядко или постоянно. Теоретичната стилистика посочва при какви обстоятелства в езиковата действителност говорещите или пишещите предпочитат едни или други думи, изрази, изразни средства. Практическата стилистика дава препоръки кога какви изрази може да се предпочитат и с каква цел. Виж експресивен, научен и литературен стил.
Стилистиката представлява синхронно изследване. (в много редки случаи стилистиката може да изследва езика диахронно)

## История
Стилът е бил обект на изследване още от древни времена. Аристотел, Цицерон и Квинтилиан разглеждат стила като украса на мисълта. В древността съществува като реторика и поетика, основани главно върху поетиката на Аристотел. Смята се, че реториката е наука за изкуството да се говори, а поетиката се занимавала със съчиняването, със създаването на поетични писмени текстове.

## Примери
В зависимост от произношението на английски следните редове имат различно значение (конотация):
| I never promised you a rose garden | – Аз никога не съм ти обещавал(а) розова градина   |
| I never promised you a rose garden | – Никога не съм ти обещавал(а) розова градина      |
| I never promised you a rose garden | – Никога не съм ти обещавал(а) розова градина      |
| I never promised you a rose garden | – Никога не съм обещавал(а) розова градина на тебе |
| I never promised you a rose garden | – Никога не съм ти обещавал(а) розова градина      |
| И други.                           |                                                    |

## Регистър
В лингвистиката различни стилове на езика са наричани регистър.

## Литературна стилистика
Рима или поезия
Освен конвенционалните стилове на езика, има и неконвенционални. Най-очебийният пример е поезията. Пример за конвенционална рима (макар че конвенционалната рима не е поезия в истинския смисъл на думата):
Roses are red,
Violets are blue.
Sugar is sweet,
And so are you.